# Coussac-Bonneval
Coussac-Bonneval ist eine Gemeinde in Frankreich. Sie gehört zur Region Nouvelle-Aquitaine, zum Département Haute-Vienne, zum Arrondissement Limoges und zum Kanton Eymoutiers.
Die Gemeinde grenzt im Nordwesten an La Roche-l’Abeille, im Norden an Saint-Priest-Ligoure, im Nordosten an Château-Chervix und Meuzac, im Osten an Montgibaud, im Südosten an Lubersac, im Süden an Saint-Julien-le-Vendômois und im Westen an Saint-Yrieix-la-Perche.

## Bevölkerungsentwicklung
| Jahr      | 1962 | 1968 | 1975 | 1982 | 1990 | 1999 | 2008 | 2017 |
| --------- | ---- | ---- | ---- | ---- | ---- | ---- | ---- | ---- |
| Einwohner | 2155 | 2008 | 1723 | 1605 | 1447 | 1379 | 1356 | 1317 |

## Sehenswürdigkeiten
- Kirche Saint-Saturnin, Monument historique
- Madonnen-Kapelle
- Orthodoxe Kapelle
- Kapelle Notre-Dame im Ortsteil Biaugeas
- Kapelle im Ortsteil Chauffaille
- Burg Bonneval, Monument historique
- Totenlaterne, Monument historique

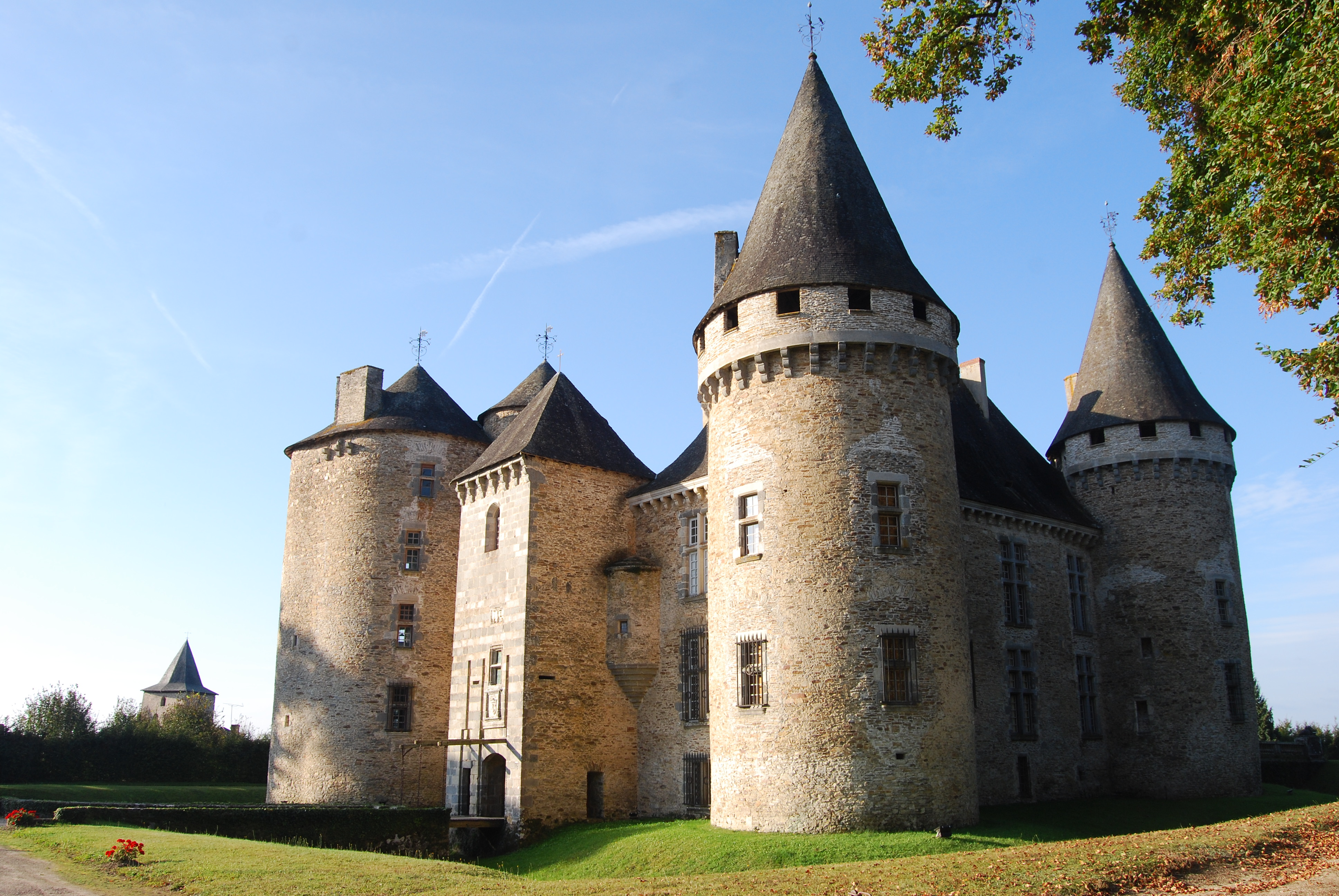
Burg Bonneval
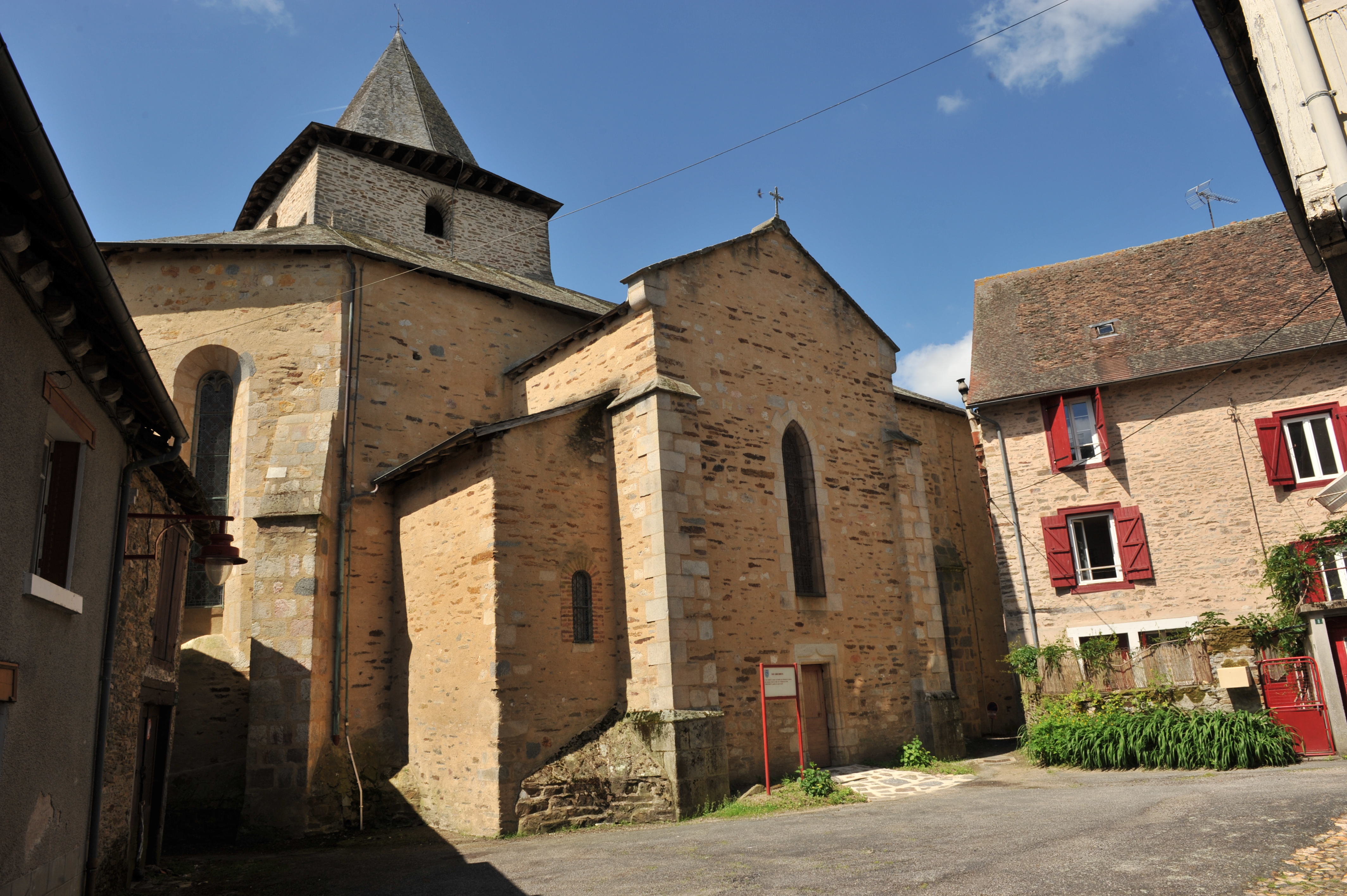
Kirche Saint-Saturnin
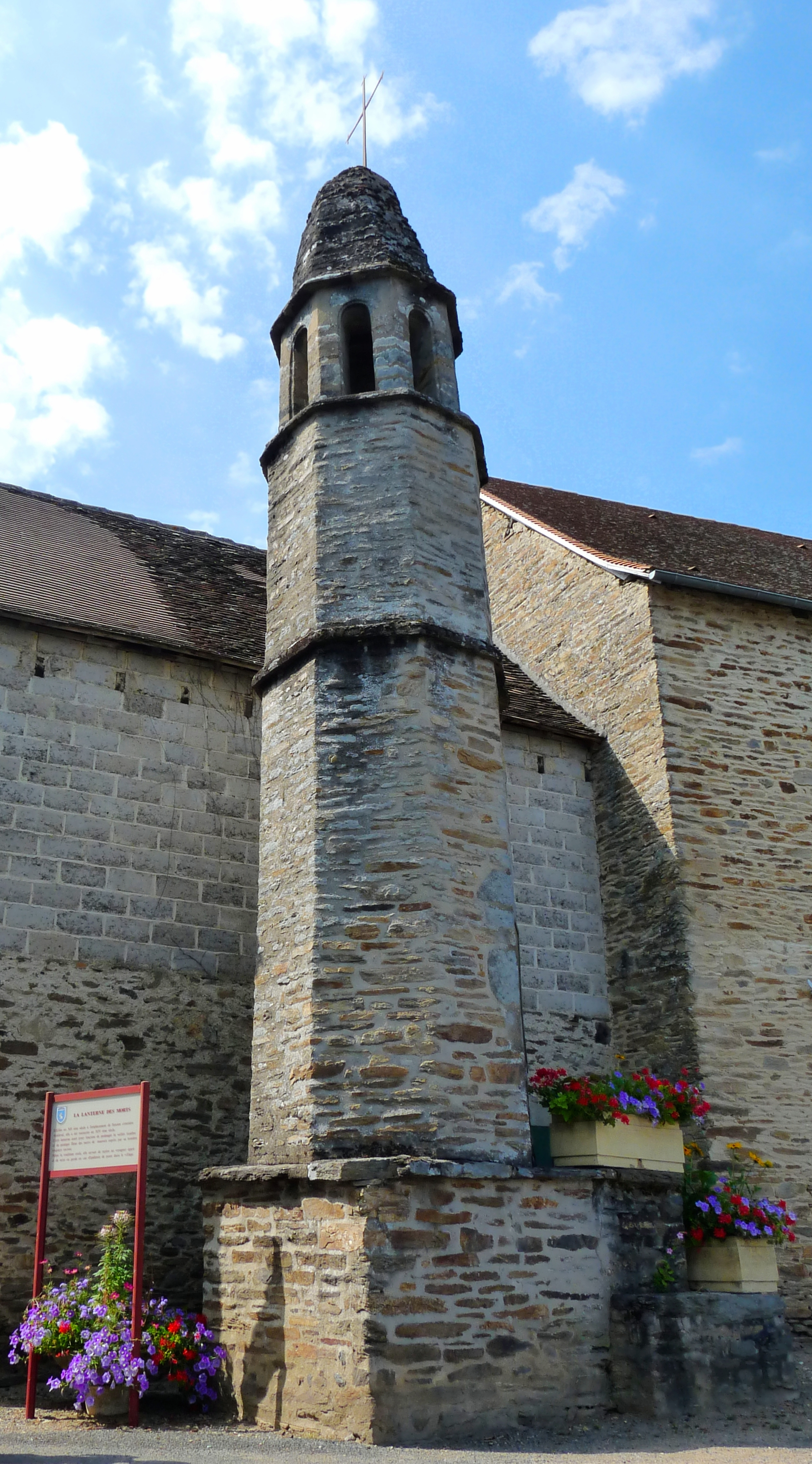
Totenlaterne

## Partnerschaft
Partnerstadt von Coussac-Bonneval ist Pappenheim im deutschen Bundesland Bayern.

## In Coussac-Bonneval geboren
- Claude Alexandre de Bonneval, auch Humbaracı Ahmet Paşa genannt (1675–1747), Adliger, Soldat und Abenteurer